# Dong (folkslag)

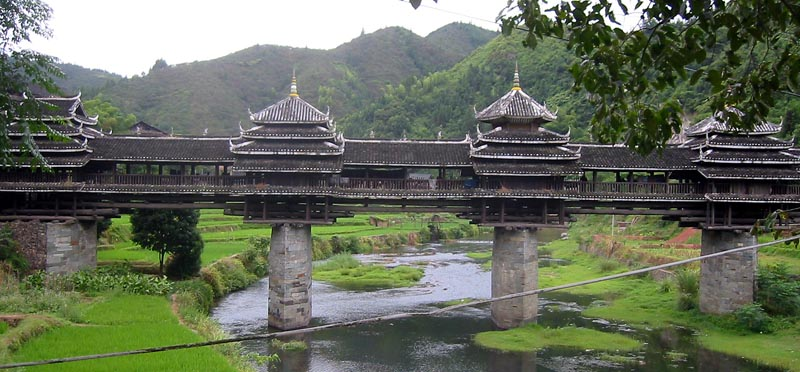
Dong-bro

Dong (kinesiska: 侗族; pinyin: Dòngzú; eget namn: Gaeml) är en folkgrupp i sydvästra Kina. De är en av de 56 etniska grupper som erkänns av Kina, och är främst kända för sitt snickeri och unika arkitektur, mer specifikt en form av övertäckt bro.
Dongfolket bor till största delen i provinserna Guizhou, Hunan och Guangxi.

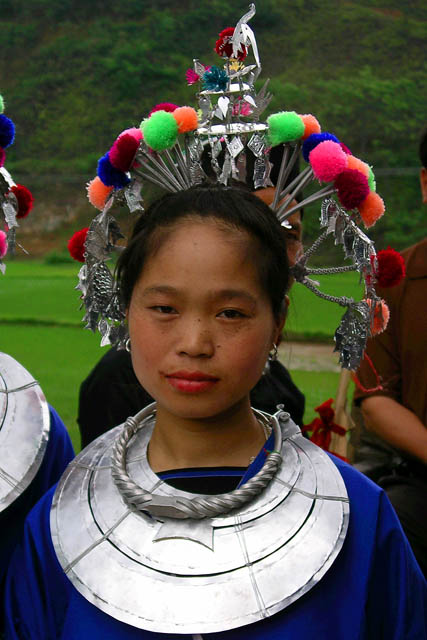
Dongflicka med traditionell huvudbonad.